# Richard Platt
 (juillet 2025).
Richard Platt est un écrivain britannique né le 15 avril 1953. Il est l'auteur de plus de cinquante livres (dont Scène de crime, l'encyclopédie de la police scientifique) et d'un grand nombre d'article dans la presse, mettant sa passion de la technologie et de l'histoire au service du public et de la jeunesse.

## Publications
- Richard Platt, Histoires d'espions, Éditions Gallimard, coll. « Les Yeux de la Découverte », 1996, 59 p. (ISBN 978-2-07-059533-4, présentation en ligne)
- Richard Platt, Scène de crime: l'encyclopédie de la police scientifique, Semic, 2003, 144 p. (ISBN 978-2-84857-027-3, présentation en ligne)